# Gare du Bouchet
La gare du Bouchet est une gare ferroviaire française de la ligne de Loudun à Châtellerault, située sur le territoire de la commune de La Roche-Rigault, dans le département de la Vienne, en région Nouvelle-Aquitaine.

## Situation ferroviaire
La gare du Bouchet est située sur la ligne de Loudun à Châtellerault, entre les gares de La Bourdigalière et de Monts-sur-Guesnes.